# Paracelsus (cráter)

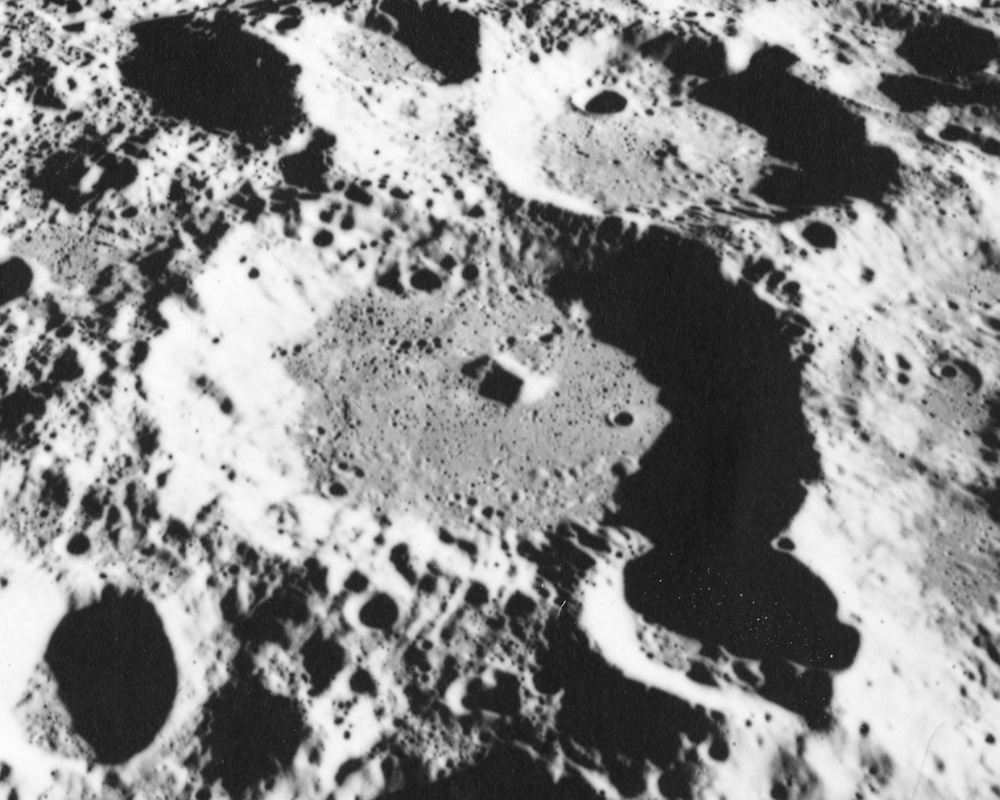
Vista oblicua desde el Apolo 17 mirando al sur

Paracelsus es un cráter de impacto en la cara oculta de la Luna. Se encuentra al este del cráter Barbier, y al suroeste de la planicie amurallada del cráter Vertregt. Al sur aparece el Mare Ingenii, uno de los pocos mares lunares de la cara oculta.
|  |

Se trata de un cráter circular, con Paracelsus Y, de menor tamaño, atravesando su borde noroeste. Unido al sector sudoeste del borde exterior se localiza Paracelsus P. El brocal de Paracelsus aparece erosionado, aunque su borde todavía se puede apreciar moderadamente bien definido. Apenas aparecen evidencias de aterrazamientos en la pared interna, presentando elementos característicos radiales desde su centro. El suelo interior es nivelado, con un pico central desplazado ligeramente al oeste del punto medio. Algunos pequeños cráteres marcan la mitad sur del piso.

## Cráteres satélite
Por convención estos elementos son identificados en los mapas lunares poniendo la letra en el lado del punto medio del cráter que está más cercano a Paracelsus.
|            | \| Paracelsus \| Coordenadas \| Diámetro \| \| ---------- \| ------------------------------- \| -------- \| \| C \| 21°42′S 165°06′E / -21.7, 165.1 \| 24 km \| \| E \| 23°00′S 167°12′E / -23.0, 167.2 \| 66 km \| \| G \| 24°36′S 165°42′E / -24.6, 165.7 \| 27 km \| \| H \| 26°00′S 166°12′E / -26.0, 166.2 \| 12 km \| \| M \| 26°06′S 163°00′E / -26.1, 163.0 \| 41 km \| \| N \| 25°24′S 162°00′E / -25.4, 162.0 \| 7 km \| \| P \| 24°54′S 161°42′E / -24.9, 161.7 \| 63 km \| \| Y \| 21°30′S 162°42′E / -21.5, 162.7 \| 26 km \| |          |
| Paracelsus | Coordenadas | Diámetro |
| C          | 21°42′S 165°06′E / -21.7, 165.1 | 24 km    |
| E          | 23°00′S 167°12′E / -23.0, 167.2 | 66 km    |
| G          | 24°36′S 165°42′E / -24.6, 165.7 | 27 km    |
| H          | 26°00′S 166°12′E / -26.0, 166.2 | 12 km    |
| M          | 26°06′S 163°00′E / -26.1, 163.0 | 41 km    |
| N          | 25°24′S 162°00′E / -25.4, 162.0 | 7 km     |
| P          | 24°54′S 161°42′E / -24.9, 161.7 | 63 km    |
| Y          | 21°30′S 162°42′E / -21.5, 162.7 | 26 km    |